# Gelanor consequus
Gelanor consequus là một loài nhện trong họ Mimetidae.
Loài này thuộc chi Gelanor. Gelanor consequus được Octavius Pickard-Cambridge miêu tả năm 1902.